# Boxe aux Jeux du Commonwealth de 2002
Navigation
Édition précédente Édition suivante
Les compétitions de boxe anglaise des Jeux du Commonwealth de 2002 se sont déroulées du 26 juillet au 4 août 2002 à Manchester, Angleterre.

## Résultats

### Podiums
| Catégories                    | Or                      | Argent           | Bronze                           |
| Poids mi-mouches (-48 kg)     | Mohamed Ali Qamar       | Darren Langley   | Mohamed Zamzai Taoreed Ajagbe    |
| Poids mouches (-51 kg)        | Kennedy Kanyanta        | Lechedzani Luza  | Nzimeni Msutu Sébastien Gauthier |
| Poids coqs (-54 kg)           | Justin Kane             | Andrew Kooner    | Ezekiel Letuka Mark Moran        |
| Poids plumes (-57 kg)         | Haider Ali              | Som Bahadur Pun  | Josua Veikko Benoit Gaudet       |
| Poids légers (-60 kg)         | Jamie Arthur            | Dennis Zimba     | Andrew Morris Gilbert Khunwane   |
| Poids super-légers (-63,5 kg) | Darren Barker           | Mohamed Kayongo  | Davies Mwale Davidson Emenogu    |
| Poids welters (-67 kg)        | Daniel Geale            | Kwanele Zulu     | Danny Codling Ali Nuumbembe      |
| Poids super-welters (-71 kg)  | Jean Pascal             | Paul Smith       | Junior Greenidge Craig McEwan    |
| Poids moyens (-75 kg)         | Paul Miller             | Steven Birch     | Jitender Kumar Michael Walchuk   |
| Poids mi-lourds (-81 kg)      | Jegbefumera Bone Albert | Joseph Lubega    | Ben McEachern Daniel Jan Venter  |
| Poids lourds (-91 kg)         | Jason Douglas           | Kertson Manswell | Andrew Young Shane Cameron       |
| Poids super-lourds (+91 kg)   | David Dolan             | David Cadieux    | Gozie Dijeh Kevin Evans          |

### Tableau des médailles
| Place | Pays              | Médaille d'or | Médaille d'argent | Médaille de bronze | Total |
| ----- | ----------------- | ------------- | ----------------- | ------------------ | ----- |
| 1     | Australie         | 3             | 0                 | 2                  | 5     |
| 2     | Angleterre        | 2             | 3                 | 2                  | 7     |
| 3     | Canada            | 2             | 2                 | 3                  | 7     |
| 4     | Zambie            | 1             | 1                 | 1                  | 3     |
| 4     | Inde              | 1             | 1                 | 1                  | 3     |
| 6     | Nigeria           | 1             | 0                 | 3                  | 4     |
| 7     | Pays de Galles    | 1             | 0                 | 1                  | 2     |
| 8     | Pakistan          | 1             | 0                 | 0                  | 1     |
| 9     | Ouganda           | 0             | 2                 | 0                  | 2     |
| 10    | Afrique du Sud    | 0             | 1                 | 2                  | 3     |
| 11    | Botswana          | 0             | 1                 | 1                  | 2     |
| 12    | Trinité-et-Tobago | 0             | 1                 | 0                  | 1     |
| 13    | Namibie           | 0             | 0                 | 2                  | 2     |
| 13    | Écosse            | 0             | 0                 | 2                  | 2     |
| 15    | Nouvelle-Zélande  | 0             | 0                 | 1                  | 1     |
| 15    | Malaisie          | 0             | 0                 | 1                  | 1     |
| 15    | Barbade           | 0             | 0                 | 1                  | 1     |
| 15    | Lesotho           | 0             | 0                 | 1                  | 1     |
| Total | 18 pays médaillés | 12            | 12                | 24                 | 48    |